# Jean-Charles Monnier
Pour les articles homonymes, voir Monnier.
Jean-Charles, comte Monnier, né le 22 mars 1758 à Cavaillon et mort le 30 janvier 1816 à Paris, est un général français de la Révolution et de l’Empire.

## Biographie
Monnier s'engage en 1789 comme volontaire de la garde nationale, où il resta jusqu'en 1792. À cette époque, il est nommé sous-lieutenant au 7e régiment d'infanterie, adjoint à l'état-major et employé dans le camp sous Paris.
Promu général de brigade le 23 avril 1796. Il se distingue ensuite à Rivoli et fait la campagne dans le Tyrol. Après la paix de Campo-Formio il est nommé commandant d'Ancône, prend part à l'expédition de Naples, s'empare de la forteresse de Civitella le 8 décembre et de celle de Pescara le 24 du même mois, défait les Napolitains en plusieurs rencontres, mais est blessé à l'attaque du faubourg de la Madeleine à Naples.
Ayant repris peu après le gouvernement d'Ancône, il a à réprimer une révolte qui ne tarde pas à s'étendre et contre laquelle, avec les faibles forces dont il dispose, il ne peut longtemps lutter. Assiégé dans Ancône, il doit capituler après avoir épuisé toutes ses ressources et obtient les honneurs de la guerre. Échangé avec le général autrichien Lusignan, il est nommé le 15 ventôse an VIII (6 mars 1800) général de division, placé à la tête d'une division de l'armée de réserve, passe le Tessin le 31 mai 1800, s'empare de vive force de Turbigo et se porte sur Milan.

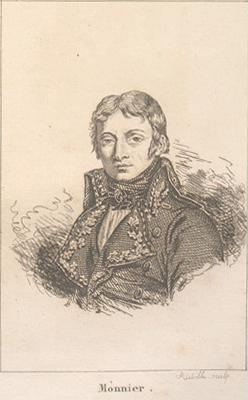
Jean-Charles Monnier (par Réville)

Placé sous les ordres du général Desaix, il assiste à la bataille de Marengo où, à Castel-Ceriolo (it), il lutte contre des forces supérieures ; il bat lentement en retraite en résistant aux attaques réitérées de la cavalerie autrichienne ; puis à 4 heures, après l'arrivée de la division Desaix, il reçoit l'ordre de se porter en avant, reprend Castel-Ceriolo et poursuit l'ennemi jusqu'à la Bormida. Il a ensuite à diriger une expédition contre la Toscane, s'empare d'Arezzo, puis rejoint le général Brune sur le Mincio. Après quatre assauts successifs il parvient à occuper Pozzolo, et met le siège devant Vérone.
Durant l'Empire, auquel il s'est montré fort hostile, il n'est pas employé.
Rappelé au service de S.M. Louis XVIII le 12 juin 1814, il est fait chevalier de Saint-Louis à la première Restauration. À la dernière campagne de 1815 (Cent-Jours), il reçoit le commandement de l'Armée royale du midi, sous les ordres de SAR monseigneur le duc d'Angoulème, quitte la France, et n'y rentre qu'après Waterloo.
Il est alors nommé pair de France le 17 août 1815 et créé comte. Il vote pour la mort dans le procès du maréchal Ney en décembre 1815 et meurt d'apoplexie un mois après. Il fut enterré au cimetière de Saint-Sulpice à Vaugirard.

## États de service
- Engagé comme volontaire dans la garde nationale (1789-1792) ;
- Sous-lieutenant au 7e régiment d'infanterie ;
- Adjoint à l'état-major, employé dans le camp sous Paris, le 1er juillet 1792 ;
- Adjoint à l'état-major de l'armée de l'Intérieur le 30 octobre 1792 ;
- Adjoint à l'état-major de l'armée d'Italie le 3 février 1793 ;
- Adjudant-général chef de bataillon, à titre provisoire, le 9 juillet 1793, confirmé le 6 décembre 1794 ;
- Adjudant-général chef de brigade, à titre provisoire, le 10 février 1795 ;
- Général de brigade à titre provisoire les 23 avril 1796 et 17 janvier 1797, confirmé le 23 mai 1797 ;
- Commandant de la 10e brigade de la 5e division de l'armée d'Italie (14 juin 1797 - novembre 1797) ;
- Commandant d'Ancône (novembre 1797 - 12 janvier 1798) ;
- Général de division le 6 mars 1800 ;
- Commandant de la 6e division de l'armée de réserve (14 mai 1800 - 5 juillet 1800) ;
- Commandant de la 1re division de l'armée d'Italie (5 juillet 1800 - octobre 1800) ;
- Commandant à Bologne (octobre 1800 - 13 septembre 1802) ;
- Mis en réforme le 13 septembre 1802 ;
- Admis en retraite le 7 juillet 1811 ;
- Réactivé le 12 juin 1814 ;
- Réadmis en retraite le 22 février 1815 ;
- Commandant de l'Armée royale du midi, sous les ordres de S.A.R. monseigneur, le duc d'Angoulème (6 mars 1815 - 10 avril 1815) ;
- Rayé des contrôles de l'armée le 10 avril 1815 ;
- Réintégré dans son grade en 1815 ;
- Réadmis en retraite le 18 octobre 1815.

## Campagnes
- Armée d'Italie (3 février 1793 - 14 juin 1797) : campagne d'Italie (1796-1797) :
  - Batailles de Saorge, de Loano, de Lodi, du pont d'Arcole, de Rivoli et l'expédition du Tyrol ;
- Armée d'Angleterre (12 janvier 1798 - novembre 1798) ;
- Armée de Rome (novembre 1798 - 1799) ;
- Campagne d'Italie (1799-1800) :
  - Bataille de Marengo ;
- Campagne de 1815 : Cent-Jours.

## Faits d'armes
- Sa conduite au pont d'Arcole lui mérita le grade de général de brigade ;
- « Il résulte par l'état des services de M. le comte Monnier, qu'il a fait treize campagnes, qu'il a pris de vive force onze villes de guerre, et trois citadelles rendues à discrétion. »[2]

## Blessures
- Il reçoit à la prise de la ville de Naples, un coup de feu qui le traverse de l'épaule droite à la mâchoire gauche.

## Décorations
- Il obtint, le 29 mars 1800, une armure d'honneur complète en récompense de sa belle défense d'Ancône ;
- Légion d'honneur :
  - Commandant le 23 août 1814, puis,
  - Grand officier de la Légion d'honneur le 3 avril 1815 ;
- Ordre royal et militaire de Saint-Louis :
  - Chevalier de l'ordre royal et militaire de Saint-Louis le 29 juillet 1814.

## Titres
- Comte Monier le 30 décembre 1814.

## Hommage
- Le nom de MONIER[3] est gravé au côté Sud (26e colonne) de l’arc de triomphe de l’Étoile, à Paris.

## Autres fonctions
- Pair de France le 17 août 1815.

## Règlement d'armoiries
« Coupé : au I, d'azur à la couronne murale cousue de sable, adextrée d'une épée antique d'argent, posée en pal, et senestrée d'une ancre du même ; au II, de gueules au cavalier armé de toutes pièces d'or, l'épée en arrêt. Cri : io la difesi. L'écu sommé d'une couronne de comte, et entouré d'un manteau de pair., »